# 大叶海桐
大叶海桐（学名：Pittosporum adaphniphylloides）为海桐花科海桐花属下的一个种。

## 扩展阅读
- 維基物種上的相關：大叶海桐